# Bilioso
Bilioso je rijeka na jugu Italije,
koja izvire u blizini naselja Tricarico smještenog u pokrajini Matera (talijanska regija Basilicata), a ulijeva se u rijeku Bradano u blizini jezera Lago di San Giuliano, malo nizvodno nakon ušća rijeke Basentello.  